# Sân bay Rosz Pina
Sân bay Ben Ya'akov (IATA: RPN, ICAO: LLIB),tên chính thức là Sân bay Rosh Pina, đôi khi gọi là Sân bay Mahanayim do vị trí gần Mahanayim, là một sân bay Israel nằm ở Rosh Pina. Sân bay này được lập năm 1943 trong thời kỳ British Mandate. Sân bay này đã phục vụ quân đội Anh chống lại Pháp ở Syria. Năm 1948, Không quân Israel tiếp quản sân bay này. Thập niên 1950, hãng hàng không Arkia Israel Airlines bắt cung cấp dịch vụ bay tại sân bay này.

## Hãng hàng không và tuyến bay
- Ayit Aviation and Tourism (Tel Aviv-Sde Dov)

## Số liệu thống kê
| Năm  | Tổng lượt khách | Tổng lượt chuyến |
| ---- | --------------- | ---------------- |
| 1999 | 168.915         | 21.647           |
| 2000 | 123.595         | 18.137           |
| 2001 | 127.123         | 19.593           |
| 2002 | 108.016         | 17.926           |
| 2003 | 80.277          | 15.706           |
| 2004 | 54.764          | 14.995           |
| 2005 | 45.306          | 13.149           |

- Source